# Vans Warped Tour Compilation 2011
Vans Warped Tour Compilation 2011. es el décimo sexto álbum recopilatorio del Warped Tour.
La carátula es una fotografía de Paramore tocando en el Warped Tour 2007.

## Listado de canciones
Disco 1

| Disc 1 |                                                                             | |                                       |          |  |
| N.º    | Título                                                                      | Escritor(es)                                                                                           | Artist                                | Duración |  |
| 1.     | «For a Pessimist, I'm Pretty Optimistic» (de Riot!)                         | Hayley Williams, Josh Farro                                                                            | Paramore                              | 3:48     |  |
| 2.     | «All Signs Point to Lauderdale» (de What Separates Me From You)             | Jeremy McKinnon, Alex Shelnutt, Kevin Skaff, Neil Westfall, Joshua Woodard                             | A Day to Remember                     | 3:17     |  |
| 3.     | «Certain» (de Burning at Both Ends)                                         | | Set Your Goals                        | 3:02     |  |
| 4.     | «Anatomy» (de Zombie EP)                                                    | Mike Hranica, Chris Rubey, Jeremy DePoyster, Andy Trick, Daniel Williams, James Baney                  | The Devil Wears Prada                 | 3:42     |  |
| 5.     | «Closure» (from Reckless & Relentless)                                      | | Asking Alexandria                     | 3:58     |  |
| 6.     | «A For Andrew» (de Attack Attack!)                                          | Johnny Franck, John Holgado, Caleb Shomo, Andrew Wetzel, Andrew Whiting                                | Attack Attack!                        | 3:22     |  |
| 7.     | «Modern American Gypsy» (de For the Damned, the Dumb & the Delirious)       | | Big D and the Kids Table              | 2:38     |  |
| 8.     | «Bright Eyes» (de The Appetizer)                                            | | Vonnegutt                             | 3:27     |  |
| 9.     | «Where Two Bodes Lie» (de Waves)                                            | Gregory Dunn, Nicholas Pizzolato, Mitchell Lee, Frank Graniero                                         | Moving Mountains                      | 4:17     |  |
| 10.    | «Don't Let Me Cave In» (de Suburbia I've Given You All and Now I'm Nothing) | Dan Campbell, Matthew Brasch, Josh Martin, Casey Cavaliere, Nick Steinborn, Mike Kennedy               | The Wonder Years                      | 3:23     |  |
| 11.    | «Can't Catch Me»                                                            | | Neo Geo                               | 3:25     |  |
| 12.    | «Finding Something to Do» (de Would It Kill You?)                           | Forrest Kline                                                                                          | Hellogoodbye                          | 2:56     |  |
| 13.    | «Wobble» (de III EP)                                                        | | Family Force 5                        | 3:43     |  |
| 14.    | «Take One Last Breath» (de Geeving)                                         | Angelo Aita, Martin Broda, Kyler Stephen Browne, Andrew Paiano, Daniel Paiano, Sebastian Cassisi-Nunez | Abandon All Ships                     | 3:40     |  |
| 15.    | «Purified» (de The Flood)                                                   | | Of Mice & Men                         | 3:36     |  |
| 16.    | «Pull Your Own Weight» (de What We Left Behind)                             | Bradley Wyrosdick, Patrick Bambrick, Bryan Kerr, Brittany Harrell                                      | Veara                                 | 3:04     |  |
| 17.    | «Good Things» (de War Paint)                                                | | The Dangerous Summer                  | 3:39     |  |
| 18.    | «Tell Me I'm A Wreck» (de Picture Perfect)                                  | David Ryan Strauchman, Joshua Withenshaw, Jimmie Deeghan, Matt Black, Dennis Wilson, Tim Pagnotta      | Every Avenue                          | 3:40     |  |
| 19.    | «Too Little Too Late» (de Identity on Fire)                                 | Michael Jagmin, Brian White, Joey Wilson, Nick Miller, Kyle Simmons, Cory La Quay                      | A Skylit Drive                        | 3:11     |  |
| 20.    | «Sound of My Voice»                                                         | Cameron Argon, Josh Eppard                                                                             | Big Chocolate featuring Weerd Science | 4:29     |  |
| 21.    | «Sasha Don't Sleep» (de Tigers)                                             | Kevin Bayly, Mick Coogan                                                                               | The Dance Party                       | 3:25     |  |
| 22.    | «Punk Rock and Roll» (de Street Dogs)                                       | Rick Barton, Mike McColgan, Johnny Rioux, Marcus Hollar, Tobe Bean III, Paul Rucker                    | Street Dogs                           | 2:35     |  |
| 23.    | «Riverside»                                                                 | | Blacklist Royals                      | 2:55     |  |
| 24.    | «Whispers in a Shot Glass»                                                  | | Elway                                 | 1:39     |  |
| 25.    | «Worn Out Passport»                                                         | | The Copyrights                        | 2:05     |  |

Disco 2

| Disc 2 |                                                                 |                                                                                 |                                      |          |  |
| N.º    | Título                                                          | Escritor(es)                                                                    | Artist                               | Duración |  |
| 1.     | «Because of the Shame» (de White Crosses)                       | Tom Gabel                                                                       | Against Me!                          | 4:21     |  |
| 2.     | «I Don't Wanna Be the One» (de Rebels, Rogues & Sworn Brothers) | Ben Nichols                                                                     | Lucero                               | 3:08     |  |
| 3.     | «Meddler» (de Constellations)                                   | Jake Luhrs, JB Brubaker, Brent Rambler, Matt Greiner, Dustin Davidson           | August Burns Red                     | 3:52     |  |
| 4.     | «Pounce Bounce» (de Downtown Battle Mountain II)                |                                                                                 | Dance Gavin Dance                    | 2:26     |  |
| 5.     | «Blood Drunk» (de All That We Know)                             |                                                                                 | Larry and His Flask                  | 3:34     |  |
| 6.     | «Our New Intelligence» (de The Unmistakable Man)                | Joseph Michelini                                                                | River City Extension                 | 3:54     |  |
| 7.     | «Samba Around the Clock»                                        |                                                                                 | Brothers of Brazil                   | 2:46     |  |
| 8.     | «You're Trying to Kill Me»                                      |                                                                                 | Lionize                              | 2:48     |  |
| 9.     | «Complicated Girl» (de Rugged Road)                             |                                                                                 | The Aggrolites                       | 2:04     |  |
| 10.    | «The System» (de The Black Pacific)                             | Jim Lindberg                                                                    | The Black Pacific                    | 2:43     |  |
| 11.    | «It All Relates» (from Show of Hands)                           |                                                                                 | Sharks                               | 3:10     |  |
| 12.    | «Deep Sleep» (de Chamberlain Waits)                             | Joe Godino, Greg Barnett, Tom May, Eric Keen                                    | The Menzingers                       | 2:36     |  |
| 13.    | «Any Other Heart» (de Lucky Street)                             | Jason Lancaster, Matt Poulos, Steven Kopacz, Alex Reed                          | Go Radio                             | 3:51     |  |
| 14.    | «The Joyride» (de The Verge)                                    | Maika Maile, Christian Climer, Jay Enriquez, Christopher Kamrada                | There for Tomorrow                   | 4:09     |  |
| 15.    | «Notes From the Dead Zone» (de Notes From the Dead Zone)        | Bobby Darling                                                                   | Places and Numbers                   | 3:05     |  |
| 16.    | «Bloody Poetry» (de Together/Apart)                             |                                                                                 | Grieves                              | 3:21     |  |
| 17.    | «It Comes Naturally» (de Astral Rejection)                      |                                                                                 | I Set My Friends on Fire             | 3:45     |  |
| 18.    | «[&] Delinquents» (de Numbers)                                  |                                                                                 | Woe, Is Me                           | 2:56     |  |
| 19.    | «Relentless Chaos» (de Monument)                                |                                                                                 | Miss May I                           | 3:25     |  |
| 20.    | «Creatures» (de Creatures)                                      | Christopher Cerulli, Joshua Balz, Angelo Parente, Ryan Sitkowski, Richard Olson | Motionless in White                  | 3:47     |  |
| 21.    | «2012» (de Deceiver)                                            | Tyler "Telle" Smith, Zack Hansen, Tony Pizzuti                                  | The Word Alive featuring Levi Benton | 3:02     |  |
| 22.    | «Autograph» (de 2205)                                           |                                                                                 | Sick of Sarah                        | 3:15     |  |
| 23.    | «Hypnotize» (de The New Escape)                                 |                                                                                 | The Darlings                         | 3:13     |  |
| 24.    | «To Your Demise»                                                |                                                                                 | The Exposed                          | 3:29     |  |
| 25.    | «No Reservation» (de Death of a Garage Band)                    |                                                                                 | Continental                          | 3:33     |  |